# Freestyle ai XVI Giochi olimpici invernali
Ai XVI Giochi olimpici invernali del 1992 ad Albertville (Francia), vennero assegnate medaglie in due specialità del freestyle.

## Gare maschili

### Gobbe
| Posizione | Atleta            | Nazione     | Punti |
| --------- | ----------------- | ----------- | ----- |
| 1         | Edgar Grospiron   | Francia     | 25,81 |
| 2         | Olivier Allamand  | Francia     | 24,87 |
| 3         | Nelson Carmichael | Stati Uniti | 24,82 |

## Gare femminili

### Gobbe
| Posizione | Atleta                | Nazione           | Punti |
| --------- | --------------------- | ----------------- | ----- |
| 1         | Donna Weinbrecht      | Stati Uniti       | 23,69 |
| 2         | Elisabeta Kojewnikowa | Squadra Unificata | 23,50 |
| 3         | Stine Lise Hattestad  | Norvegia          | 25,81 |

## Medagliere per nazioni
| Pos | Nazione           | Oro | Argento | Bronzo | Totale |
| --- | ----------------- | --- | ------- | ------ | ------ |
| 1   | Francia           | 1   | 1       | 0      | 2      |
| 2   | Stati Uniti       | 1   | 0       | 1      | 2      |
| 3   | Squadra Unificata | 0   | 1       | 0      | 1      |
| 4   | Norvegia          | 0   | 0       | 1      | 1      |